# Pomacentrus maafu
Pomacentrus maafu là một loài cá biển thuộc chi Pomacentrus trong họ Cá thia. Loài này được mô tả lần đầu tiên vào năm 2012.

## Từ nguyên
Từ định danh được đặt theo tên của Enele Maʻafu (viết đầy đủ là Enele Ma'afu'out'itonga), một vương tử của Tonga, người sau đó đã lên đường đến Fiji và trở thành lãnh chúa của cả Tonga và Fiji, là những nơi mà loài cá này được tìm thấy.

## Phạm vi phân bố và môi trường sống
P. maafu được tìm thấy tại hai đảo quốc là Tonga và Fiji. P. maafu được quan sát và thu thập gần những mỏm đá ngầm và rạn san hô ở độ sâu khoảng từ 2 đến 15 m.

## Mô tả
Chiều dài lớn nhất được ghi nhận ở P. maafu là 6,6 cm. Kết quả phân tích DNA cho thấy, P. maafu là loài chị em với Pomacentrus moluccensis. Hai loài có chỉ tiêu số lượng và hình thái khá giống nhau, nhưng lại có thể dễ dàng phân biệt qua kiểu hình của chúng. P. moluccensis chỉ có một màu vàng tươi bao phủ khắp cơ thể, trong khi P. maafu lại có màu nâu với các khoảng màu vàng nằm ở đầu và thân trước, vây bụng và vây ngực cũng như cuống và vây đuôi có màu vàng.

## Sinh thái học
Thức ăn của P. maafu có lẽ là tảo và các loài động vật phù du. Cá đực có tập tính bảo vệ và chăm sóc trứng.